# Народы Соломоновых Островов
На Соломоновых островах проживает большое число мелких народов, каждый из которых имеет свой язык или диалект, и далеко не всегда одно племя понимает другое. Здесь перечислены народы государства Соломоновы Острова, где преобладают меланезийские языки. В список не входят народы автономного региона Бугенвиль, входящей в состав Папуа — Новой Гвинеи.

## Народы острова Шуазёль
Вагена, вагуа, варесе, васенгасенга, велавиуру, вирулата, гонгорои, губиненго, катаэи, каторателе, кипосака,кирунггела, кумборо, лауру, лемаумби, лиулиу, маран, мбамбатана, мбота, моле, рауру,ририо, рураваи, сенга, сингасинга, суби, тамбатамба, тасоби.

## Народы острова Нью-Джорджия
Ванавана, вангуну, виру, ганонга, гизо, киа, коломбангара, кувилана, кусаге, мандегусу, марово, мбареке, мбатуна, нгатукаи, нгераси, ндуке, подокане, ровиана, симбо, тетепари, угела, хоава, эонго.

## Народы острова Санта-Исабель
Аара, буготу, джаджао, кактио, килокака, лонгахаджа, мага, нггао, сусулу, хогирано.

## Народы островов Гуадалканал и Флорида
Авуаву, аола, бирао, ватуранга, веисале, габата, гари, гуа, датовиту, инакона,коо, ленго, лонгу, маланго, марау, моли, нггела, папипао, полео, сугу, тиаро, тинтогомо, толо, хуа.

## Народы островов Сан-Кристобаль и Малаита
Алите, апа'эаа, ареаре, ароси, бауро, и'аа, кауру, квайо, лангаланга, лау, марау-вава, нгорефу, ндаи, ороха, пвалото, пуллаха, са'а-улава, сио, су'у-родо, тоабаита, уги, фаталека.
Примечание: каждое из названий может иметь несколько синонимов или иные варианты произношения. Пример: мбамбатана = бабатана, мбота = бота,губиненго = туга, и т.д.